# Balthamel
Balthamel is een van de dertien verzakers, of zoals zij zich noemen; uitverkorenen, uit de boekencyclus Rad des Tijds van Robert Jordan.
Voordat Balthamel overliep naar de Duistere, droeg hij de naam Eval Ramman. In de Eeuw der Legenden was Ramman een gerespecteerde geschiedkundige, die zijn studies richtte op verdwenen culturen. Naast een geschiedkundige, was Ramman een sterke geleider. Ramnan schopte het echter nooit tot Aes Sedai en vergaarde daarmee niet zijn felbegeerde derde naam. Over het algemeen was bekend dat hij een te temperamentvol karakter had, dat hij niet kon beheersen.
Ramman had daarnaast een zwak voor zijn uiterlijk en voor vrouwen. Hij trok op met de lage elementen van de maatschappij en werd zelfs met beruchte misdadigers gezien. Ramman liep uiteindelijk naar de schaduw over, toen hem onsterfelijkheid werd beloofd en dat hij daarmee nooit zou verouderen.
Balthamel werd tijdens de verzegeling van de Bres gekerkerd door Lews Therin. Aangezien Balthamel het dichtste bij de oppervlakte was gekerkerd, was hij verminkt en was hij niet in staat om te spreken. Balthamel werd tijdens de strijd om het Oog van de Wereld door Rhand Altor gedood.